# Notophthiracarus
Notophthiracarus är ett släkte av kvalster. Notophthiracarus ingår i familjen Phthiracaridae.

## Dottertaxa tillNotophthiracarus, i alfabetisk ordning[1]
- Notophthiracarus abstemius
- Notophthiracarus aculeatus
- Notophthiracarus admirabilis
- Notophthiracarus aethes
- Notophthiracarus agulhasensis
- Notophthiracarus alienus
- Notophthiracarus allocotos
- Notophthiracarus anceps
- Notophthiracarus andinus
- Notophthiracarus aquilus
- Notophthiracarus araios
- Notophthiracarus ater
- Notophthiracarus aulicis
- Notophthiracarus australis
- Notophthiracarus austroafricanus
- Notophthiracarus baloghi
- Notophthiracarus bentoni
- Notophthiracarus bicarinatus
- Notophthiracarus bonangensis
- Notophthiracarus brachistos
- Notophthiracarus brasiliensis
- Notophthiracarus brevisetosus
- Notophthiracarus bulbosus
- Notophthiracarus bulbus
- Notophthiracarus calugari
- Notophthiracarus canariensis
- Notophthiracarus candidulus
- Notophthiracarus capevidalensis
- Notophthiracarus capillatus
- Notophthiracarus carinatus
- Notophthiracarus catalaucus
- Notophthiracarus caudatus
- Notophthiracarus chilensis
- Notophthiracarus clandestinus
- Notophthiracarus claviger
- Notophthiracarus coetzeeae
- Notophthiracarus comatus
- Notophthiracarus comparativus
- Notophthiracarus consimilis
- Notophthiracarus conspicuus
- Notophthiracarus contortulus
- Notophthiracarus cordylus
- Notophthiracarus costai
- Notophthiracarus cristatus
- Notophthiracarus curiosus
- Notophthiracarus curtatus
- Notophthiracarus dactyloscopicus
- Notophthiracarus daimonios
- Notophthiracarus dandenongensis
- Notophthiracarus deminutus
- Notophthiracarus diaphorillus
- Notophthiracarus diazae
- Notophthiracarus dikroos
- Notophthiracarus dilatatus
- Notophthiracarus dilucidus
- Notophthiracarus distinctus
- Notophthiracarus echinus
- Notophthiracarus elizabethiensis
- Notophthiracarus endroedryyoungai
- Notophthiracarus enigmaticus
- Notophthiracarus eparmatos
- Notophthiracarus ephippiger
- Notophthiracarus evexus
- Notophthiracarus exacutus
- Notophthiracarus extraordinarius
- Notophthiracarus fatidicus
- Notophthiracarus fecundus
- Notophthiracarus feideri
- Notophthiracarus flagellatus
- Notophthiracarus flagrus
- Notophthiracarus flexiloquus
- Notophthiracarus fornicarius
- Notophthiracarus frondeus
- Notophthiracarus fulvus
- Notophthiracarus furcatus
- Notophthiracarus fusticulus
- Notophthiracarus fusulus
- Notophthiracarus glennieensis
- Notophthiracarus gongylos
- Notophthiracarus grandjeani
- Notophthiracarus grossus
- Notophthiracarus gyros
- Notophthiracarus hamidi
- Notophthiracarus hammeni
- Notophthiracarus hammerae
- Notophthiracarus hauseri
- Notophthiracarus heterosetosus
- Notophthiracarus heterotrichus
- Notophthiracarus ignobilis
- Notophthiracarus impolitus
- Notophthiracarus improvisus
- Notophthiracarus inaequus
- Notophthiracarus inauditus
- Notophthiracarus incomparabilis
- Notophthiracarus indicus
- Notophthiracarus indiligens
- Notophthiracarus indubiatus
- Notophthiracarus inelegans
- Notophthiracarus inenarrabilis
- Notophthiracarus inflatus
- Notophthiracarus inusitatus
- Notophthiracarus iubatus
- Notophthiracarus knysnaensis
- Notophthiracarus korannabergensis
- Notophthiracarus latebrosus
- Notophthiracarus latior
- Notophthiracarus leei
- Notophthiracarus lienhardi
- Notophthiracarus lineolatus
- Notophthiracarus lionsi
- Notophthiracarus longisetus
- Notophthiracarus lunatus
- Notophthiracarus maculatus
- Notophthiracarus mahunkai
- Notophthiracarus marginatus
- Notophthiracarus mastigos
- Notophthiracarus maurus
- Notophthiracarus mayottei
- Notophthiracarus mekistos
- Notophthiracarus meridionalis
- Notophthiracarus meristos
- Notophthiracarus michaeli
- Notophthiracarus minusculus
- Notophthiracarus mirandus
- Notophthiracarus mirus
- Notophthiracarus mitratus
- Notophthiracarus modicus
- Notophthiracarus natalensis
- Notophthiracarus neotrichus
- Notophthiracarus nexilis
- Notophthiracarus nicoleti
- Notophthiracarus nigerrimus
- Notophthiracarus nitidus
- Notophthiracarus notatus
- Notophthiracarus obsessus
- Notophthiracarus oenipontanus
- Notophthiracarus ogmos
- Notophthiracarus olivaceus
- Notophthiracarus orientalis
- Notophthiracarus paracapillatus
- Notophthiracarus paracuriosus
- Notophthiracarus paraendroedyyoungai
- Notophthiracarus paraflagellatus
- Notophthiracarus parafusticulus
- Notophthiracarus paraparvulus
- Notophthiracarus parapilosus
- Notophthiracarus parapulchellus
- Notophthiracarus pararavidus
- Notophthiracarus parareductus
- Notophthiracarus pararidiculus
- Notophthiracarus parasaucius
- Notophthiracarus parasentus
- Notophthiracarus parasomalicus
- Notophthiracarus parasummersi
- Notophthiracarus paratubulus
- Notophthiracarus paravariolosus
- Notophthiracarus pardinus
- Notophthiracarus parilloi
- Notophthiracarus parvulus
- Notophthiracarus pauliani
- Notophthiracarus pavidus
- Notophthiracarus pedanos
- Notophthiracarus perezinigoi
- Notophthiracarus perlucundus
- Notophthiracarus perti
- Notophthiracarus pervalidus
- Notophthiracarus phyllodes
- Notophthiracarus planus
- Notophthiracarus plegados
- Notophthiracarus procerus
- Notophthiracarus prolixus
- Notophthiracarus pullus
- Notophthiracarus pumilus
- Notophthiracarus quadrus
- Notophthiracarus queenslandensis
- Notophthiracarus quietus
- Notophthiracarus rabus
- Notophthiracarus rafalskii
- Notophthiracarus ramsayi
- Notophthiracarus ravidus
- Notophthiracarus reductus
- Notophthiracarus remotus
- Notophthiracarus repostus
- Notophthiracarus retrorsus
- Notophthiracarus riduculus
- Notophthiracarus rotoitiensis
- Notophthiracarus rotundus
- Notophthiracarus samarensis
- Notophthiracarus schatzi
- Notophthiracarus schizocomus
- Notophthiracarus schusteri
- Notophthiracarus scuticus
- Notophthiracarus sentus
- Notophthiracarus serratus
- Notophthiracarus shealsi
- Notophthiracarus sicilicomus
- Notophthiracarus similis
- Notophthiracarus sinuosus
- Notophthiracarus solitarius
- Notophthiracarus solomonensis
- Notophthiracarus somalicus
- Notophthiracarus sordidus
- Notophthiracarus sororius
- Notophthiracarus spinus
- Notophthiracarus spurcus
- Notophthiracarus stenotus
- Notophthiracarus strigosus
- Notophthiracarus striolatus
- Notophthiracarus sulcatus
- Notophthiracarus sumatranus
- Notophthiracarus summersi
- Notophthiracarus tenuiseta
- Notophthiracarus texanus
- Notophthiracarus tinctus
- Notophthiracarus tohivea
- Notophthiracarus traegardhi
- Notophthiracarus tricarinatus
- Notophthiracarus trichosus
- Notophthiracarus tripartitus
- Notophthiracarus tsitsikamaensis
- Notophthiracarus tuberculatus
- Notophthiracarus uncinatus
- Notophthiracarus uncinulus
- Notophthiracarus unicarinatus
- Notophthiracarus usitatus
- Notophthiracarus warburtonensis
- Notophthiracarus weldboroughensis
- Notophthiracarus ventosus
- Notophthiracarus vernonensis
- Notophthiracarus veteratorius
- Notophthiracarus vicinus
- Notophthiracarus willmanni
- Notophthiracarus villosus
- Notophthiracarus zebra
- Notophthiracarus zeuktos
- Notophthiracarus zululandensis